# Jean Adrien Queslin
Jean Adrien Queslin est un homme politique français né le 4 avril 1754 à Barfleur (Manche) et décédé le 8 juin 1821 au même lieu.
Notaire à Barfleur, il est député de la Manche de 1791 à 1792, siégeant dans la majorité réformatrice.

## Sources
- « Jean Adrien Queslin », dans Adolphe Robert et Gaston Cougny, Dictionnaire des parlementaires français, Edgar Bourloton, 1889-1891 [détail de l’édition]